# Le Dauphiné libéré
Le Dauphiné libéré è un quotidiano francese fondato a Grenoble nel 1945. È diffuso nell'Isère, nella Savoia, la  nell'Alta Savoia, nel Drôme, nell'Ardèche, nelle Alte Alpi, nell'Ain (Pays de Gex), nella Vaucluse (come Vaucluse Matin) e nella valle dell'Ubaye nelle Alpi dell'Alta Provenza.

## Storia
Le Dauphiné libéré è stato fondato da sette membri della Resistenza: Louis Richerot, Fernand Policand, Élie Vernet, Alix Berthet, Roger Guerre, André Philippe e Georges Cazeneuve. Il 7 settembre 1945 uscì quindi il primo numero di Le Dauphiné Libéré con un l'editoriale intitolato "Il giornale libero degli uomini liberi". L'anno prima, il 22 agosto 1944 per la precisione, era uscito Les Allobroges, un quotidiano che aveva rimpiazzato lo storico Le Petit Dauphinois, ritenuto troppo compromesso con gli occupanti tedeschi durante la seconda guerra mondiale. 
Nel secondo dopoguerra la testata affrontò la dura concorrenza de Les Allobroges, uno dei tanti giornali regionali comunisti federati nell'Union française de l'information, ma che aveva cessato le pubblicazioni nel 1958.
La sua prima sede si trovava in avenue Alsace-Lorraine a Grenoble, prima di essere trasferita nel 1977 a Veurey-Voroize, nella periferia nord di Grenoble. 
Dopo essere stato di proprietà dell'imprenditore e politico francese Serge Dassault all'interno del gruppo Socpresse, Le Dauphiné fa ora parte del gruppo EBRA (filiale del Crédit Mutuel Alliance Fédérale), già "gruppo Is Republican".
Il giornale è stato anche l'organizzatore del Critérium du Dauphiné libéré fino al 2009 ma ha dovuto separarsi dal suo evento per motivi finanziari, l'organizzazione di questa gara è ora di competenza dell'Amaury Sport Organization Group (ASO).